# Henry Blanco
Henry Ramón Blanco (Caracas,  29 de agosto de 1971) es un ex-beisbolista y mánager venezolano. Actualmente es el entrenador de bullpen para los Nacionales de Washington. Jugó como receptor en la Major League Baseball de 1997 a 2013, para Los Angeles Dodgers, Colorado Rockies, Milwaukee Brewers, Atlanta Braves, Minnesota Twins, Chicago Cubs, San Diego Padres, New York Mets, Arizona Diamondbacks, Toronto Blue Jays y Seattle Mariners. Luego sirvió como entrenador de aseguramiento de calidad para los Cubs. Es considerado como uno de los mejores receptores defensivos en la historia de la Major League Baseball.

## Números
En una carrera de 16 años en Grandes Ligas, Blanco jugó en 971 juegos, acumulando 615 hits en 2,761 en bates para un promedio de bateo de .223, junto con 72 jonrones, 298 carreras impulsadas y un porcentaje de embasarse de .288. El porcentaje de fildeo de carrera de .994 de Blanco es el 20º de todos los tiempos entre los receptores de las Grandes Ligas. A pesar de que era un bateador liviano, Blanco tuvo una extensa carrera en Grandes Ligas debido al valor de sus excelentes habilidades defensivas. Él ha acreditado al ex receptor Mike Scioscia, quien lo ayudó a desarrollar sus habilidades como receptor.
En Venezuela inició su carrera con los Leones del Caracas en 1993 en calidad de jugador de  cuadro interior, específicamente la tercera base. En 1996 cambia de posición y se convierte oficialmente en receptor. Con los melenudos, Blanco se llevó dos anillos de campeón en 1995 y 2006, obteniendo en esta última el título de la Serie del Caribe. En el año 2008 los Leones lo dejan en libertad luego de una polémica suscitada entre la directiva y el exmánager Carlos Hernández, por lo cual firma contrato con Bravos de Margarita.

## Mánager
Blanco firmó un contrato de liga menor, con una invitación al entrenamiento de primavera, con los Diamondbacks de Arizona el 13 de diciembre de 2013. El 31 de marzo de 2014, se reincorporó a los Diamondbacks como entrenador. Ganó la Serie Mundial 2016 con los Cachorros como entrenador. Después de tres temporadas como entrenador de Chicago, Blanco se unió al exentrenador de banco de los Cubs, Dave Martínez, en el equipo de los Nacionales de Washington como entrenador del bullpen del equipo. Su contratación fue anunciada el 15 de noviembre de 2017, para luego ser campeón de la serie mundial 2019 con Washington siendo miembro de grupo del cuerpo técnico de Washington como entrenador del bullpen ganándole 4-3 la serie mundial a houston, logrando así su segundo serie mundial como miembro cuerpo técnico.
Blanco hizo su debut como dirigente con el club Bravos de Margarita de la Liga Venezolana de Béisbol Profesional en la temporada 2014-2015, equipo que lo dejó en libertad en 2019.. En 2022 fue contratado como dirigente de los Tiburones de La Guaira.
Recientemente ha sido contratado por el equipo Cardenales de Lara para dirigir la temporada 2023-2024.

## Vida personal
Está casado con Marielys Useche Bautista, quien es madre de sus hijos. Blanco también mantuvo una relación sentimental con la actriz venezolana Gladiuska Acosta «La Coconaza», con quien tuvo un hijo.